# Lucas Vesco
Lucas Vesco (n. Alfredo Demarchi, Provincia de Buenos Aires, Argentina; 28 de enero de 1991) es un futbolista argentino. Juega de defensor, actualmente se encuentra sin equipo tras su paso por Ciudad Bolívar del Torneo Federal A de Argentina.

## Carrera

### Inicios
Vesco comenzó su carrera en Rivadavia de Lincoln en 2008. Durante su estadía en el club, que fueron cuatro años, participó en el Torneo Argentino A, donde convirtió su primer gol profesional (el 27 de febrero de 2010 a 9 de Julio de Rafaela) y participó en la reedición de la Copa Argentina, jugando los dos partidos que disputó el Rojo: la victoria por 2-0 frente a La Emilia y la derrota por penales contra Huracán de Tres Arroyos por 4-3, donde fue expulsado a los 36 minutos del segundo tiempo.
En 2012 dio un importante paso en su carrera, ya que fue contratado por Racing Club, equipo de la Primera División y uno de los cinco grandes del fútbol argentino. El lateral derecho jugó partidos en la Reserva y apenas fue al banco de suplentes en un partido entre la Academia y Godoy Cruz.
Al año siguiente, es contratado por Tigre, otro equipo de la máxima categoría. En el Matador tuvo la suerte de debutar: el 9 de agosto ingresó a los 14 minutos del primer tiempo por el lesionado Gastón Díaz en el empate 0-0 contra Olimpo. También se dio el lujo de ser titular en partidos contra equipos como River Plate, Rosario Central y Colón.

### Agropecuario
Tras un breve paso en Sarmiento de Junín, Vesco llegó como uno de los refuerzos estrella de Agropecuario, que buscaba conseguir uno de los ascensos al Torneo Federal A. Vesco jugó 12 partidos y Agropecuario consiguió el tercer ascenso a la tercera categoría del fútbol argentino, junto a Desamparados y Rivadavia de Lincoln, su ex club.
Un año después, conseguiría ser parte importante del plantel que consiguió el campeonato del Torneo Federal A 2016-17. Vesco disputó 29 encuentros y le convirtió un gol a Mitre de Santiago del Estero. El debut para el defensor en la Primera B Nacional ocurrió el 12 de noviembre de 2017, cuando ingresó a falta de 17 minutos por Mauricio Romero en la goleada de All Boys sobre el Sojero por 4-0. Su debut en las redes llegaría 2 años después, cuando a los 21 minutos del primer tiempo convirtió uno de los 3 goles del equipo bonaerense sobre Guillermo Brown.

### Ciudad Bolívar
En enero del 2024, se convirtió en jugador de Ciudad Bolívar del Torneo Federal A, con contrato por 1 temporada.

## Clubes
| Club                | País                | Año                 | PJ  | Goles | Prom. |
| ------------------- | ------------------- | ------------------- | --- | ----- | ----- |
| Rivadavia (L)       | Argentina           | 2008 - 2012         | 70  | 1     | 0,01  |
| Racing Club         | Argentina           | 2012 - 2013         | 0   | 0     | 0,00  |
| Tigre               | Argentina           | 2013 - 2014         | 5   | 0     | 0,00  |
| Sarmiento (J)       | Argentina           | 2015                | 0   | 0     | 0,00  |
| Agropecuario        | Argentina           | 2016 - 2023         | 97  | 2     | 0,02  |
| Nueva Chicago       | Argentina           | 2023 - 2024         | 21  | 0     | 0,00  |
| Ciudad Bolívar      | Argentina           | 2024                | 28  | 2     | 0,01  |
| Total en su carrera | Total en su carrera | Total en su carrera | 221 | 5     | 0,01  |